# Piotr Piekarczyk
Piotr Piekarczyk (ur. 1 października 1958 w Czerwionce) – polski piłkarz grający na pozycji obrońcy, potem trener.

## Życiorys
Wychowanek Górnika Czerwionka. W 1977 roku trafił do II-ligowego ROW Rybnik, gdzie występował do roku 1980. Stamtąd odszedł do II-ligowego GKS-u Katowice, z którym w 1982 roku awansował do I ligi. Jako utalentowany obrońca w sezonie ligowym 1982/1983 wystąpił w 29 spotkaniach, zajmując z beniaminkiem ekstraklasy 13. miejsce. W następnych I-ligowych rozgrywkach, 1983/1984, zaliczył 26 występów i zdobył jedną bramkę, plasując się z katowiczanami na 13 pozycji. W sezonie 1984/1985 uczestniczył 28 meczach ligowych, zajmując z GKS-em 10 lokatę. Potem, 1985/1986, biorąc udział we wszystkich spotkaniach ekstraklasy i strzelając trzy bramki, wywalczył z zespołem z Katowic 5. miejsce oraz puchar krajowy. W sezonie 1986/1987 grając w 28 meczach ligowych, zdobył dwie bramki. W kolejnych latach (1987/1988, 1988/1989, 1989/1990) wystąpił we wszystkich spotkaniach ligi, oprócz czterech. Biorąc wówczas udział w 86 grach, zdobył 12 goli. W 1990 roku wyjechał do Szwecji, by reprezentować barwy I-ligowego Göteborgs AIS. W tym samym roku (sezonie 1990) zaliczył 14 występów, a rok później – 18. Po powrocie ze Szwecji zagrał kilka meczów dla Naprzodu 23 Rydułtowy, który zaczynał przygodę w II-ej lidze. Na rundę wiosenną w 1992 roku wrócił do Katowic, by ponownie grać w górniczym klubie. Potem zakończył karierę piłkarza.
Po zakończeniu kariery zawodniczej został trenerem. Trenerem GKS Katowice został pierwszy raz w sezonie 1993/1994, prowadził drużynę także w rundzie jesiennej sezonu 1994/1995. Kolejny raz prowadził GKS od wiosny 1996, odszedł dwie kolejki przed końcem sezonu 1997/1998, trzeci raz trenerem katowickiego klubu został w 2006, w sezonie 2006/2007 wprowadził GKS na zaplecze ekstraklasy. W kwietniu 2008 z funkcji trenera przeniósł się na stanowisko dyrektora sportowego swojego klubu. Czwarty raz trenerem GKS został w kwietniu 2015.